# Ptilocolepus dilatatus
Ptilocolepus dilatatus är en nattsländeart som beskrevs av Martynov 1913. Ptilocolepus dilatatus ingår i släktet Ptilocolepus och familjen smånattsländor. Utöver nominatformen finns också underarten P. d. minor.